# Daniel Prodan
Daniel Prodan (Satu Mare, 23 de marzo de 1972-Voluntari, 16 de noviembre de 2016) fue un futbolista rumano que se desempeñó como defensa central y lateral derecho.
Tuvo su mejor época jugando para el Steaua Bucureşti de 1992 a 1996, representó a la selección rumana en la copa del mundo de 1994 y en la Eurocopa de 1996. Llegó a ser nominado a mejor jugador rumano del año, y después de su traspaso al Atlético de Madrid su carrera fue a menos aquejado por lesiones que padeció.

## Carrera profesional
Nacido en Satu Mare, Prodan se formó en el club de su ciudad natal, el FC Olimpia, donde debutó en primera división el 8 de noviembre de 1991 a los 20 años de edad en la victoria por 3 a 1 sobre FC Farul Constanţa. Su desempeño en dicho club hizo que en 1992 fuera adquirido por el Steaua Bucurest, siendo en este equipo de la capital rumana donde se consagró como el defensa líder, siendo convocado a selección nacional y ganando 5 títulos de liga. Durante ese periodo participó con su selección nacional en el mundial de Estados Unidos 1994 donde Rumania estuvo animando, y también participó en la Eurocopa de 1996.
En enero de 1997 el Atlético Madrid de España lo fichó como solución a la zaga colchonera; Prodan se ganó un lugar titular y permaneció en la institución madrileña hasta el final de la campaña 1997-98 cuando es cedido al Rangers de Escocia debido a que era muy susceptible a lesionarse.
Para la temporada 1998 de la liga escocesa llega al Glasgow Rangers por £2.2 millones, pero no debutó y de hecho pasó dos años y medio sin jugar debido a una grave lesión que le fue detectada, y se suscitó un escándalo entre la institución escocesa y la madrileña. Rangers demandó al club español por falsificación de documentos donde se probaba la condición sana de Prodan, y los médicos del club le diagnosticaron la lesión.
El conjunto escocés estudio demandar al Atlético, pero se retractó y permaneció Prodan hasta su recuperación aunque esta se dio Prodan no jugó ningún encuentro y jamás jugó en el Ibrox y salió a mediados del año 2000 a su Rumania natal.
Desde el año 2000, Prodan solo jugó en 33 partidos hasta su retiro en 2003; llegó cedido al Steaua de Bucarest paso en 2001 a FC Naţional Bucureşti, estuvo en clubes como Mesina de Italia pero jamás encontró la regularidad y tras la temporada 2002-2003 jugando para FC Naţional Bucureşti se retiró.

## Carrera internacional
Prodan participó en 54 partidos con Rumania entre 1993 y 2001 anotando 1 gol, además participó en la Copa Mundial de fútbol de 1994 donde fue titular en los 5 partidos que Rumania jugó, (no fue sustituido, jugando 90 minutos de todos los partidos), quedando fuera en cuartos de final ante Suecia en los penales. Participó en la Eurocopa 1996. Anotó un gol en el partido entre Rumania y Eslovaquia.

## Muerte
Daniel Prodan falleció víctima de un infarto agudo masivo al miocardio, mientras veía la televisión.

## Estadísticas como jugador

### Primera división
| Equipo                | Temporadas | Partidos | Goles | Promedio |
| --------------------- | ---------- | -------- | ----- | -------- |
| Olimpia Satu-Mare     | 1991-1992  | 18       | 0     | 0.0      |
| Steaua Bucarest       | 1992-1996  | 121      | 10    | 0.14     |
| Atlético de Madrid    | 1997-1998  | 34       | 4     | 0.08     |
| Rangers               | 1998-2000  | 0        | 0     | 0.0      |
| Steaua Bucarest       | 2000       | 1        | 0     | 0.0      |
| Rocar Bucureşti       | 2000-2001  | 15       | 3     | 0.20     |
| FC Naţional Bucureşti | 2001-2002  | 5        | 0     | 0.0      |
| Mesina                | 2002       | 5        | 1     | 0.8      |
| FC Naţional Bucureşti | 2002-2003  | 7        | 0     | 0.0      |
| TOTAL                 | 1991-2003  | 188      | 18    | 0.17     |

### Selección nacional
| Equipo  | Temporadas | Partidos | Goles | Promedio |
| ------- | ---------- | -------- | ----- | -------- |
| Rumania | 1992-2001  | 54       | 1     | 0.3      |

## Palmarés como jugador

### Copas nacionales
| Título          | Equipo          | País    | Año  |
| --------------- | --------------- | ------- | ---- |
| Liga Rumana     | Steaua Bucarest | Rumania | 1993 |
| Liga Rumana     | Steaua Bucarest | Rumania | 1994 |
| Liga Rumana     | Steaua Bucarest | Rumania | 1995 |
| Liga Rumana     | Steaua Bucarest | Rumania | 1996 |
| Copa de Rumania | Steaua Bucarest | Rumania | 1996 |
| Liga Rumana     | Steaua Bucarest | Rumania | 1997 |
| Copa de Rumania | Steaua Bucarest | Rumania | 1997 |